# Colga pacifica
Colga pacifica är en snäckart som först beskrevs av Bergh 1894.  Colga pacifica ingår i släktet Colga och familjen Polyceridae. Inga underarter finns listade i Catalogue of Life.